# Línguas rifenhas

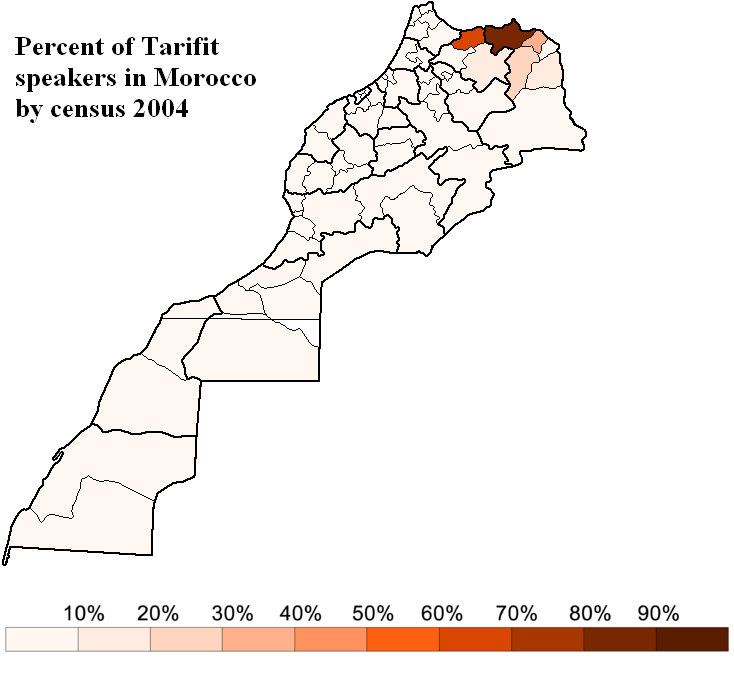
% de falantes Tarifit em Marrocos – censo de 2004

Rifenhas, conforme algumas classificações, são um ramo das línguas zanatas (Berberes Norte) da área Rife de Marrocos, que inclui a língua rifenha uma das mais falada detre as línguas berberes. Roger Blench (2006) considera o Riff como um grupo de dialetos, como se segue:
- Rifenho
- Gomara
- Shawiya
- Tidikelt
- Tuat
- Tremecém
- Bacia do Chelife